# Берланкур (Оаза)
Берланкур (фр. Berlancourt) насеље је и општина у североисточној Француској у региону Пикардија, у департману Оаза која припада префектури Компјењ.
По подацима из 2011. године у општини је живело 337 становника, а густина насељености је износила 47,33 становника/km². Општина се простире на површини од 7,12 km². Налази се на средњој надморској висини од 89 метара (максималној 102 m, а минималној 62 m).

## Демографија
| 1962. | 1968. | 1975. | 1982. | 1990. | 1999. | 2011. |
| ----- | ----- | ----- | ----- | ----- | ----- | ----- |
| 176   | 179   | 156   | 185   | 245   | 283   | 337   |

График промене броја становника у току последњих година